# Theo Rossi
John Theodore „Theo” Rossi (Staten Island, New York, 1975. június 4. –) amerikai színész, filmproducer.
Színészként leginkább sorozatokban szerepel: legismertebb alakítását Juan Carlos „Juice” Ortiz szerepében nyújtotta az FX Kemény motorosok című sorozatában. 2016 és 2018 között a Luke Cage szereplője volt.

## Fiatalkora és tanulmányai
A New York-i Staten Islanden született Rossi már gyerekként is szeretett cross motorozni. Színészetet a Lee Strasberg Theatre and Film Institute színitanodában tanult New Yorkban, ahol rövid tartózkodása során számos színházi produkcióban is feltűnt.
A University at Albany egyetemen tanult.

## Pályafutása
Legismertebb sorozatbeli alakítása Juan Carlos „Juice” Ortiz a Kemény motorosok című sorozatban, melynek mind a hét évadjában szerepelt. További epizódszerepekben látható többek között az Esküdt ellenségek: Különleges ügyosztály, Az egység, a Jericho, a Dr. Csont, a Nyomtalanul, és a Hazudj, ha tudsz! című sorozatokban. A Heist, az American Dreams, illetve a Magyarországon is bemutatott Terminátor – Sarah Connor krónikái című sorozatokban visszatérő szereplő.
Filmes szerepei közé tartozik a Holtak háza 2. – Elszabadul a pokol (2005), Az informátorok (2008), a Cloverfield (2008),  a Vörös homok (2009) és a Mészárlás szabály szerint (2009), Emily the Criminal (2022).
Saját filmprodukciós céggel rendelkezik (Dos Dudes Pictures), mely 2014-ben készítette el első filmjét, Bad Hurt címmel. A produceri teendők mellett színészként is feltűnik a filmben, Karen Allen és Michael Harney oldalán.
2015-ben bejelentették, hogy szerepelni fog a Netflix Luke Cage című sorozatában.

## Magánélete

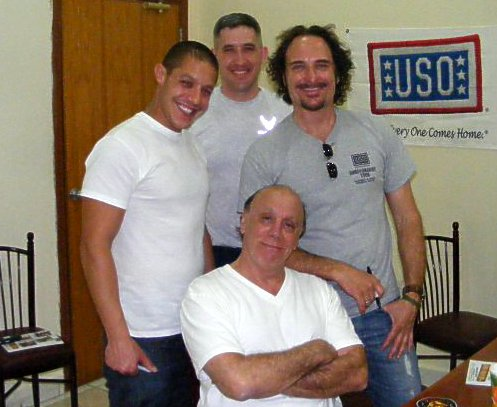
Theo Rossi (balra), színésztársaival, Kim Coates-szal (jobbra) és Dayton Callie-vel (középen, lent) Kuvaitban

Rossi előszeretettel jótékonykodik, a Kemény motorosokban szereplő színésztársaival, Kim Coates-szal, Dayton Callie-vel és Ron Perlmannel közösen rendszeresen látogatnak állomásozó katonákat és családjaikat. A katonákat támogató Boot Campaign követeként együttműködik több olyan szervezettel, amelyek gyűjtést szerveznek sebesült vagy éppen poszttraumatikus stressz szindrómában szenvedő katonák részére. Továbbá közreműködött egy olyan rendezvény megszervezésében is, amelyben a Kemény motorosok rajongói eltölthettek egy napot kedvenc sorozatszereplőikkel, a befolyt összeget pedig amerikai háborús veteránoknak ajánlották fel.
Miután a Sandy hurrikán feldúlta Staten Island-et, Rossi a Boot Campaign keretein belül létrehozta a Staten Strong nevű programot, melyben házakat építettek újjá a vihar otthon nélkül maradt áldozatai számára.
Feleségével, Meghan McDermott-tal egy Boot Campaign során ismerkedett meg. Első fiúgyermekük 2015. június 8-án született meg és a Kane Alexander Rossi nevet kapta.

## Filmográfia

### Film
| Év   | Magyar cím                | Eredeti cím           | Szerep                    | Magyar hang       |
| ---- | ------------------------- | --------------------- | ------------------------- | ----------------- |
| 2001 |                           | The Myersons          | Montilli                  |                   |
| 2003 | A kihívás                 | The Challenge         | Anthony                   | Tóth Roland       |
| 2004 |                           | Buds for Life         | Teddy                     |                   |
| 2008 | Cloverfield               | Cloverfield           | Antonio                   |                   |
| 2008 | Mészárlás szabály szerint | Kill Theor            | Carlos                    | Szabó Máté        |
| 2009 | Az informátorok           | The Informers         | Spaz                      |                   |
| 2009 | Vörös homok               | Red Sands             | Tino Hull                 |                   |
| 2009 |                           | Space (rövidfilm)     | Mike                      |                   |
| 2013 |                           | Meth Head             | Carlos                    |                   |
| 2016 |                           | Bad Hurt              | Todd                      |                   |
| 2016 | A béranya                 | When the Bough Breaks | Mike Mitchell             | Lengyel Tamás     |
| 2017 |                           | Low Riders            | Francisco „Ghost” Alvarez |                   |
| 2019 |                           | Vault                 | Deuce                     |                   |
| 2019 |                           | American Skin         | Dominic Reyes tiszt       |                   |
| 2019 | A csörgőkígyó             | Rattlesnake           | Billy                     | Dolmány Attila    |
| 2019 | A háború démonjai         | Ghosts of War         | Kirk                      | Szabó Máté        |
| 2021 | A halottak hadserege      | Army of the Dead      | Burt Cummings             | Nagypál Gábor     |
| 2022 | Emily bűnbe esik          | Emily the Criminal    | Youcef                    | Renácz Zoltán     |
| 2022 | Menekülés a mezőről       | Escape the Field      | Tyler                     | Welker Gábor      |
| 2022 | A bosszú ára              | Vendetta              | Rory Fetter               | Szabó Máté        |
| 2022 |                           | Dear Zoe              | Nick DeNunzio             |                   |
| 2023 |                           | Squealer              | Danny D.                  |                   |
| 2024 |                           | Bosco                 | Ramos                     |                   |
| 2024 | Kézipoggyász              | Carry-On              | Az őrszem                 | Karácsonyi Zoltán |

### Televízió
| Év        | Magyar cím                               | Eredeti cím                              | Szerep                    | Megjegyzések                                                   |
| --------- | ---------------------------------------- | ---------------------------------------- | ------------------------- | -------------------------------------------------------------- |
| 2001–2002 |                                          | Boston Public                            | Brandon Webber            | 2 epizód                                                       |
| 2002      | Könnyen jött pénz                        | Big Shot: Confessions of a Campus Bookie | The Mook                  | tévéfilm                                                       |
| 2002      | Már megint Malcolm                       | Malcolm in the Middle                    | Senior                    | 1 epizód                                                       |
| 2004      | New York rendőrei                        | NYPD Blue                                | Pete Amici                | 1 epizód                                                       |
| 2004      | Rejtélyes vírusok nyomában               | Medical Investigation                    | Joe Vasquez               | 1 epizód                                                       |
| 2004      |                                          | American Dreams                          | Bobby Santos              | 2 epizód                                                       |
| 2005      | Vak igazság                              | Blind Justice                            | Eric Fitzgerald           | 1 epizód                                                       |
| 2005      | Veronica Mars                            | Veronica Mars                            | Norris Clayton            | 1 epizód                                                       |
| 2005      | Holtak háza 2. – Elszabadul a pokol      | House of the Dead 2                      | Greg Berlin               | tévéfilm                                                       |
| 2005      |                                          | Code Breakers                            | Desantis                  | tévéfilm                                                       |
| 2006      | Fedőneve: Jane Doe – Igen, jól emlékszem | Jane Doe: Yes, I Remember It Well        | Antonio Ruiz              | tévéfilm                                                       |
| 2006      | Nyomtalanul                              | Without A Trace                          | Corey Williams            | 1 epizód                                                       |
| 2006      | Lost – Eltűntek                          | Lost                                     | Buccelli őrmester         | 1 epizód (Közülük való)                                        |
| 2006      |                                          | Heist                                    | Vinny Momo                | 2 epizód                                                       |
| 2006      | Az egység                                | The Unit                                 | Mike                      | 1 epizód                                                       |
| 2006      | Dr. Csont                                | Bones                                    | Nick Arno                 | 1 epizód                                                       |
| 2006      | Jericho                                  | Jericho                                  | Randy Payton              | 2 epizód                                                       |
| 2007      |                                          | Nurses                                   | ismeretlen szerep         | 1 epizód                                                       |
| 2007      | Shark – Törvényszéki ragadozó            | Shark                                    | Danny Vargas              | 1 epizód                                                       |
| 2007      | Las Vegas                                | Las Vegas                                | Jason Scott               | 2 epizód                                                       |
| 2007      | A Grace klinika                          | Grey's Anatomy                           | Stan Giamatti             | 2 epizód                                                       |
| 2008–2014 | Kemény motorosok                         | Sons of Anarchy                          | Juan Carlos „Juice” Ortiz | - főszereplő (85 epizód) - magyar hangja: - Renácz Zoltán      |
| 2009      | Terminátor – Sarah Connor krónikái       | Terminator: The Sarah Connor Chronicles  | Dietze főhadnagy          | 2 epizód                                                       |
| 2009      | CSI: Miami helyszínelők                  | CSI: Miami                               | Jimmy Castigan            | 1 epizód                                                       |
| 2010      | Hazudj, ha tudsz!                        | Lie To Me                                | Tressler rendőr           | 1 epizód                                                       |
| 2012      | Hawaii Five-0                            | Hawaii Five-0                            | Sal Painter               | 1 epizód                                                       |
| 2012      | Alcatraz                                 | Alcatraz                                 | Sonny Burnett             | 2 epizód                                                       |
| 2013      | Esküdt ellenségek: Különleges ügyosztály | Law & Order: Special Victims Unit        | Enrique Rodriguez         | 2 epizód                                                       |
| 2016–2018 | Luke Cage                                | Luke Cage                                | Shades                    | állandó szereplő                                               |
| 2021      | Valós történet                           | True Story                               | Gene                      | - minisorozat (6 epizód) - magyar hangja: - Ágoston Péter      |
| 2022      | Star Wars: Históriák                     | Star Wars: Tales of the Jedi             | Larik szenátor            | - 1 epizód (Döntések) - magyar hangja: - Gubányi György István |
| 2024      | Pingvin                                  | The Penguin                              | Dr. Julian Rush           | - 6 epizód - magyar hangja: - Papp Dániel                      |